# Oplisa
Oplisa is een geslacht van insecten uit de familie van de afvalvliegen (Heleomyzidae), die tot de orde tweevleugeligen (Diptera) behoort.

## Soorten
- O. aterrima (Strobl, 1899)
- O. caesia (Villeneuve, 1911)
- O. oldenbergi (Herting, 1961)
- O. tergestina (Schiner, 1862)